# Акопян, Андраник
Андрани́к Акопя́н (арм. Անդրանիկ Հակոբյան; 6 октября 1981, Эчмиадзин, СССР) — армянский боксёр-любитель, серебряный призёр чемпионата мира 2009 года, победитель Кубка мира 2008 года, участник олимпийских игр 2008 года.

## Биография
Первым заметным достижением в карьере Акопяна стало участие в летних Олимпийских играх 2008 года в Пекине. В первом раунде олимпийского турнира Андраник по очкам победил ганского боксёра Ахмед Сараку. Но уже во втором раунде Акопян уступил узбекскому спортсмену Эльшоду Расулову. В конце 2008 года Андраник получил право выступить на кубке Мира в Москве. На турнир съехались лучшие боксёры-любители во всех весовых категориях. Акопян сумел показать всё на что способен и выиграл кубок в категории до 75 кг.
В 2009 году Акопян показал свой лучший результат на чемпионатах мира. На первенстве в итальянском Милане Андраник стал серебряным призёром. И вновь поражение Акопяну нанёс боксёр из Узбекистана. На этот раз им стал Аббос Атоев.
На чемпионате мира 2011 года в Баку Акопян не смог завоевать медаль, вылетев уже на стадии четвертьфинала, но этот результат позволил армянскому спортсмену завоевать путёвку на летние Олимпийские игры 2012 года.